# Ga Ma Lâm
Ga Ma Lâm là một nhà ga xe lửa tại thị trấn Ma Lâm, huyện Hàm Thuận Bắc, tỉnh Bình Thuận. Nhà ga là một điểm trên tuyến đường sắt Bắc Nam tiếp nối sau ga Long Thạnh và trước ga Hàm Liêm. Lý trình ga: Km 1532 + 760.